# Seybouse
Seybouse (på Algerisk Arabisk وادي سيبوس) er en flod i det nordøstlige Algeriet, nær grænsen til Tunesien. I romertiden blev det kaldt Ubus.

## Flodens løb
Floden løber omkring 225 km, der flyder gennem Guelma- og Annaba-provinserne. Den har sit udspring i Medjez Amar, i Tell Atlas nordvest for Guelma-provinsen, og løber ud i Middelhavet ved Seybouse (kaldet Joannonville under fransk styre) sydøst for byen Annaba. Dens mund er lige nord for Sidi Salem, stedet for Hippo Regius, hvor Sankt Augustin levede i 391-430 e.Kr.
Seybouse bruges til kunstvanding af landbrugsområder, men den er ved at blive forurenet på grund af industrielle aktiviteter.